# クンタ・キンテ島と関連遺跡群
「クンタ・キンテ島と関連遺跡群」（）は、ガンビアにあるユネスコの世界遺産登録物件のひとつである。構成資産の中心的位置を占めるクンタ・キンテ島は、セネガルの世界遺産であるゴレ島とともに西アフリカにおける奴隷貿易の中心地となってきた歴史を持ち、日本では負の世界遺産のひとつと位置づけられることもしばしばである。ただし、この物件はそれだけにとどまらず、後述するようにヨーロッパと西アフリカの交流の諸段階の様子を伝えていることも、登録理由の一つとなった。
登録当初は「ジェームズ島と関連遺跡群」だったが、島の改名に伴って2011年に現在の名称に変更された。

## 歴史的背景
「ガンビア#歴史」も参照。なお、以下の説明のうち、太字は世界遺産構成資産を指す。
現在のガンビアはガンビア川流域に細長く伸びる国であり、面積は約1.1万km2で、日本の岐阜県と同じ程度の広さの国である。
15世紀にはマリ帝国の西端に含まれていた。当時は、ポルトガルがイスラーム商人やヴェネツィアの商人を介さずに大西洋を渡って直接アジアや西アフリカの物資を得ようとしていた時期であり、ベルデ岬（1444年）、シエラレオネ（1460年）、エルミナ（1471年）と、徐々に到達範囲を広げていった。彼らがガンビア川沿岸に到達したのもその途上のことで、1446年から1456年の間とされている。
当初のポルトガルと西アフリカの交易は友好的なものであり、現地の有力者の許可を得て拠点を築き、そこで金、象牙、香辛料などとヨーロッパの加工品の交換が行なわれた。ポルトガルのエンリケ航海王子によって派遣されたアルヴィーゼ・ダ・カダモストは、1456年にガンビア川を遡上し、地元の小王国の首長バッティマンサと一種の友好条約を結び、交易を行なった。アルブレダ村とその周辺に残るサン・ドミンゴの小集落やポルトガル人の礼拝堂といった遺跡群は、それから間もない時期に築かれたものである。ただし、その後、ポルトガル人の入植は減退していく。カダモストらがガンビア川に積極的に繰り出したのは、そこに多くの黄金が存在していると聞いていたためだが、苛酷な環境の割には大した量の黄金が手に入らなかったからである。
その後、西インド諸島や南北アメリカ大陸でのプランテーション経営の拡大などを受けて、黒人奴隷を商品とする大西洋奴隷貿易が行われるようになり、16世紀後半になるとイギリス人の貿易商会もこの地に進出するようになった。
セネガル川からガンビア川にかけてのセネガンビア地方は大西洋奴隷貿易の初期において、特に重要な奴隷供給地となった。ガンビア川は外洋船でも上流へ300 km以上遡上できる川であり、内陸部の交易部族であったジャハンケ人との交流にも活用された。ジャハンケ人は象牙のほかに奴隷も扱った。16世紀には、ジョロフ王国やマリ帝国の崩壊にともなう民族対立などから、捕虜として奴隷にされる人々がおり、数多くの奴隷が輸出された。
ガンビア川における奴隷貿易の主要な拠点はジェームズ島（現クンタ・キンテ島）であり、1651年に要塞も築かれた。1661年からはイギリスがジェームズ島を支配し、以降、フランスなどとたびたび領有権を巡って争った。1660年にはイギリスで王立アフリカ企業会社が設立され、奴隷貿易を取り仕切った。この独占は1672年の王立アフリカ会社に引き継がれ、自由化された1698年以降は他の商人たちも奴隷貿易に参入した。しかしながら、セネガンビアからの奴隷の輸出は世紀ごとに減っていき、18世紀にはアフリカ全体の3%を占める程度に過ぎなくなった。この島から送り出された黒人奴隷は3世紀の間で300万人に及んだともいわれるが、現在のガンビア領内から連れて行かれた奴隷の正確な数は不明である。
イギリスは1807年に奴隷貿易の廃止を決め、ガンビア川流域でも違法な貿易を厳しく監視するようになった。この決定に対しては、貿易商人のみでなく、奴隷を商品としていた現地の首長にも反発する者がおり、彼らによって取締りが妨害されることもあった。今は首都になっているバサースト（現バンジュール）の建設は1816年のことだが、当初は違法な奴隷貿易を監視するための拠点づくりが目的とされていた。その都市に設置された六連砲台や対岸のバレン要塞は、密貿易の取り締まりに使われ、成果を挙げた。
しかし、アフリカにおいて奴隷貿易が根絶されていったことは植民地支配の強化と表裏一体をなしていた。ガンビアの場合、周辺をフランス領だったセネガルに囲まれているという地理的特殊性から、19世紀後半に英仏間で領土交換などが話し合われたものの、交渉はまとまらず、1889年に現在の国境線につながる区画が確立し、イギリスの支配が続いた。なお、1857年にはガンビア川流域でフランスが領有していた唯一の拠点であるアルブレダもイギリス領となっていた。アルブレダに残るCFAOの社屋は1902年にCFAO（Compagnie Française d'Affrique Occidentale, フランス西アフリカ会社）が購入したものであり、イギリス領となった後にもフランス勢力が完全撤退したわけではないことを伝えている。隣村ジュフレに残るモーレル兄弟の商館は、20世紀初頭に西アフリカで増加したレバノン系商人の拠点である。
ガンビア一帯が経験してきた奴隷貿易は、アフリカ系アメリカ人作家アレックス・ヘイリーの小説『ルーツ』と、それを原作とするテレビドラマによって広く知られるところとなった。ヘイリーの先祖とされるクンタ・キンテもまた、ジェームズ島からアメリカ大陸に送られた黒人奴隷であった。この小説とドラマ以来、奴隷として世界に離散した人々の子孫が自らのルーツ探しのために、クンタ・キンテの出身地とされるジュフレや、クンタ・キンテ島などを訪れる事が増えたという。
世界遺産に推薦されることになる物件は、第二次世界大戦で使われたバレン要塞のような例外を除けば、19世紀以前に放棄されたまま、独立後も特段の保護は行なわれてこなかった。しかし、六連砲台以外は1995年に国定史跡に指定され、六連砲台も後に国定史跡の指定手続きがとられた。なお、現在、世界遺産構成資産はすべて国有物になっており、各遺跡に少なくとも1人は専門の管理者を置いている。

## 構成資産

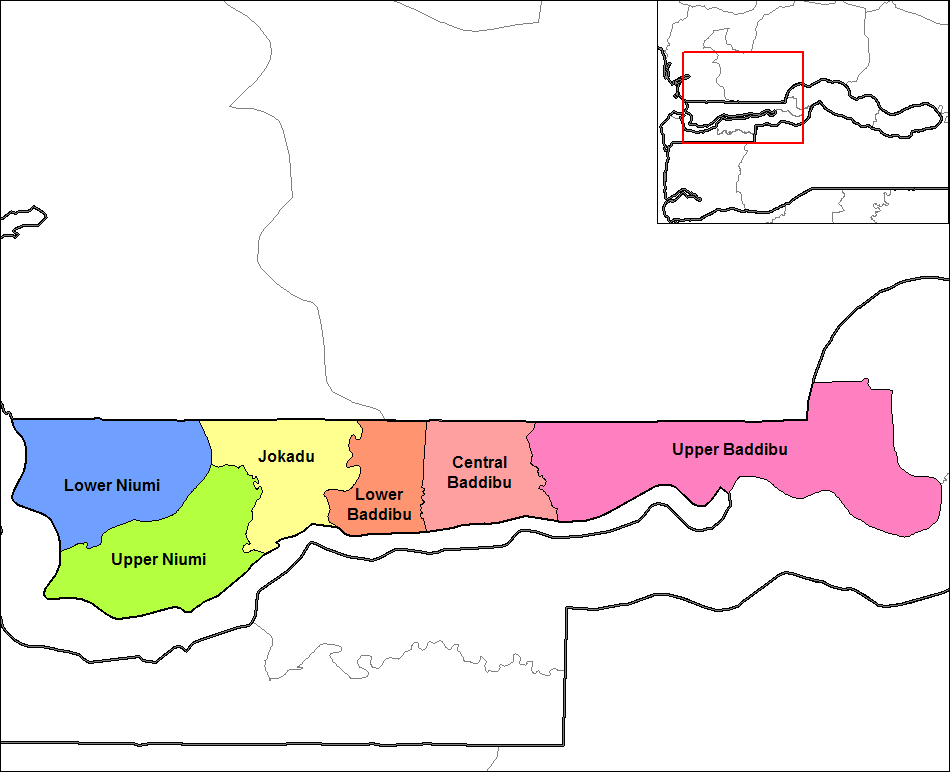
ノースバンク地方内の行政区画

世界遺産はクンタ・キンテ島と6つの関連遺跡で構成されており、首都バンジュールに残る六連砲台とノースバンク地方アッパー・ニウミ地区 (Upper Niumi District) に残るバレン要塞を除けば、全てノースバンク地方ロウアー・ニウミ地区 (Lower Niumi District) に属している。

### クンタ・キンテ島
クンタ・キンテ島（旧ジェームズ島、世界遺産登録ID 761-001）は、この世界遺産の中心的な構成資産となっている小島で、世界遺産としての登録面積は 0.35 ha である。
ガンビア川の河口から30 km の位置に浮かぶ中島で、現地民の口承によれば、ヨーロッパ人たちの到来前は釣り人たちが一休みするのに使っていた場所だったという。

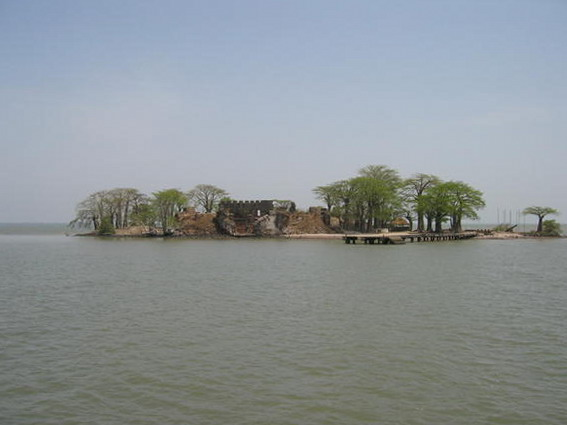
バオバブなどに覆われた現在の島

ガンビア川は前述のようにかなり上流まで外洋船が遡上できる川であり、そこでの交易の拠点として、島の所有権が争われた。ガンビア川流域では16世紀半ばに英仏が相次いで交易に参入しても、恒常的な交易拠点が建設されることはなかった。最初にそれを達成したのはクールラント・ゼムガレン公国である。クールラント人たちは1651年にこの島を、地元の小王国であったバラ (Barra) の王から借り受けた。バラの王はこうした賃貸や売買の契約を様々な相手に何重にも繰り返しており、これもその一つに過ぎなかったが、クールラント公国はこの契約を根拠に積極的に島に進出した。
同じ年に彼らは島を聖アンデレ島と名付け、要塞を築き始めた。しかし、すぐに短期間オランダの手に渡り、1661年にはイングランドが攻囲し、占領した。1664年にクールラントから正式に譲渡されたその島を、イギリス人たちはヨーク公ジェームズにちなんでジェームズ島と改称した。
それ以後、ヨーロッパ諸国の植民地戦争の影響を受けて、島とそこに築かれた要塞の所有権はイギリス、フランス、オランダなどの間で揺れ動き、度重なる攻防によって要塞は7度もの破壊と再建を繰り返した。なお、この島の要塞は真水の補給などを考慮せずに建てられていて、対岸から水を運ばなければならないなどの不便さを伴っており、風土病の存在とも相俟って、平時であっても死亡率の高い環境であった。例えば、1721年にアフリカ会社から派遣されて島にたどり着いた60人の男性は、7か月で全滅した。常にそこまで酷かったわけではないにせよ、配置された兵員の寿命は数年程度だったといわれている。
そして、要塞は1779年にフランス軍が破壊したのを最後に再建されることはなかった。島はその後もしばらくは利用されたが、修復不可能な状態になった上に拠点としての重要性が失われたため、1815年には完全に放棄された。島が放棄された後にバオバブが生い茂るようになり、ペリカンの生息地にもなっている。世界遺産推薦書が作成された2001年時点では、島に定住者はいない。

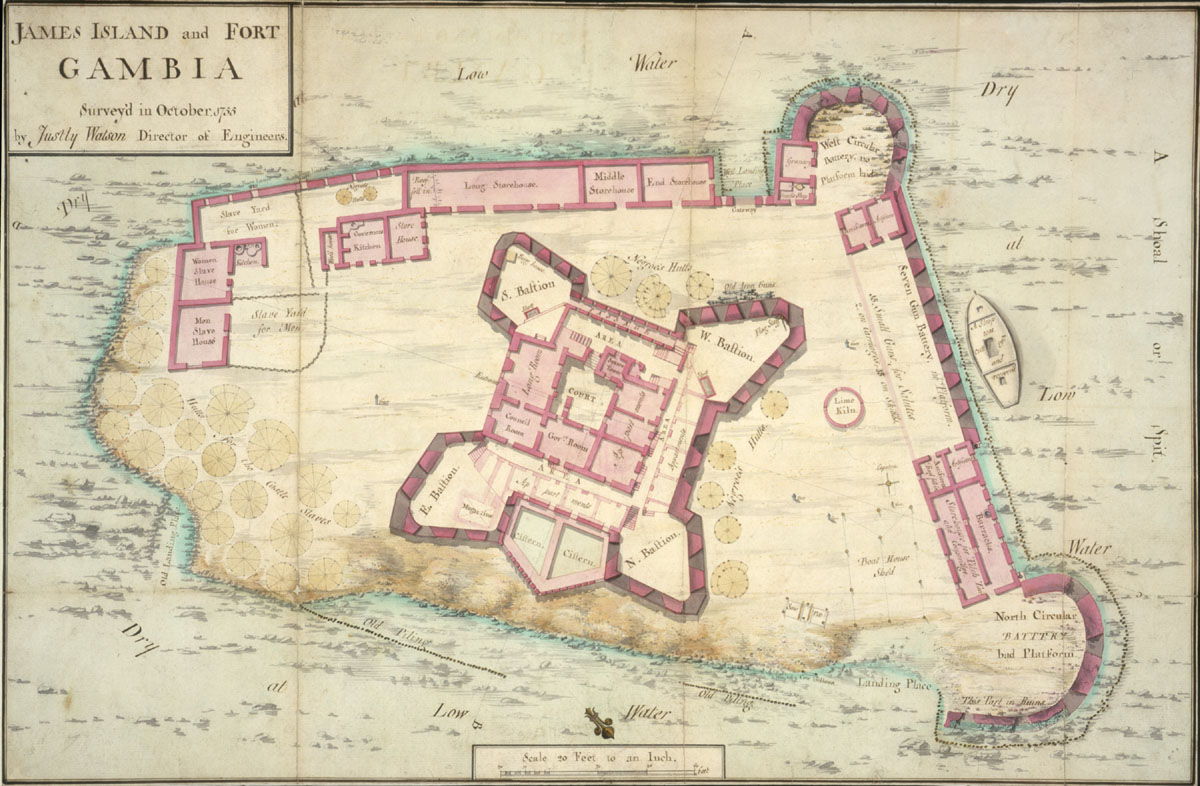
ジェームズ要塞の平面図（1755年）

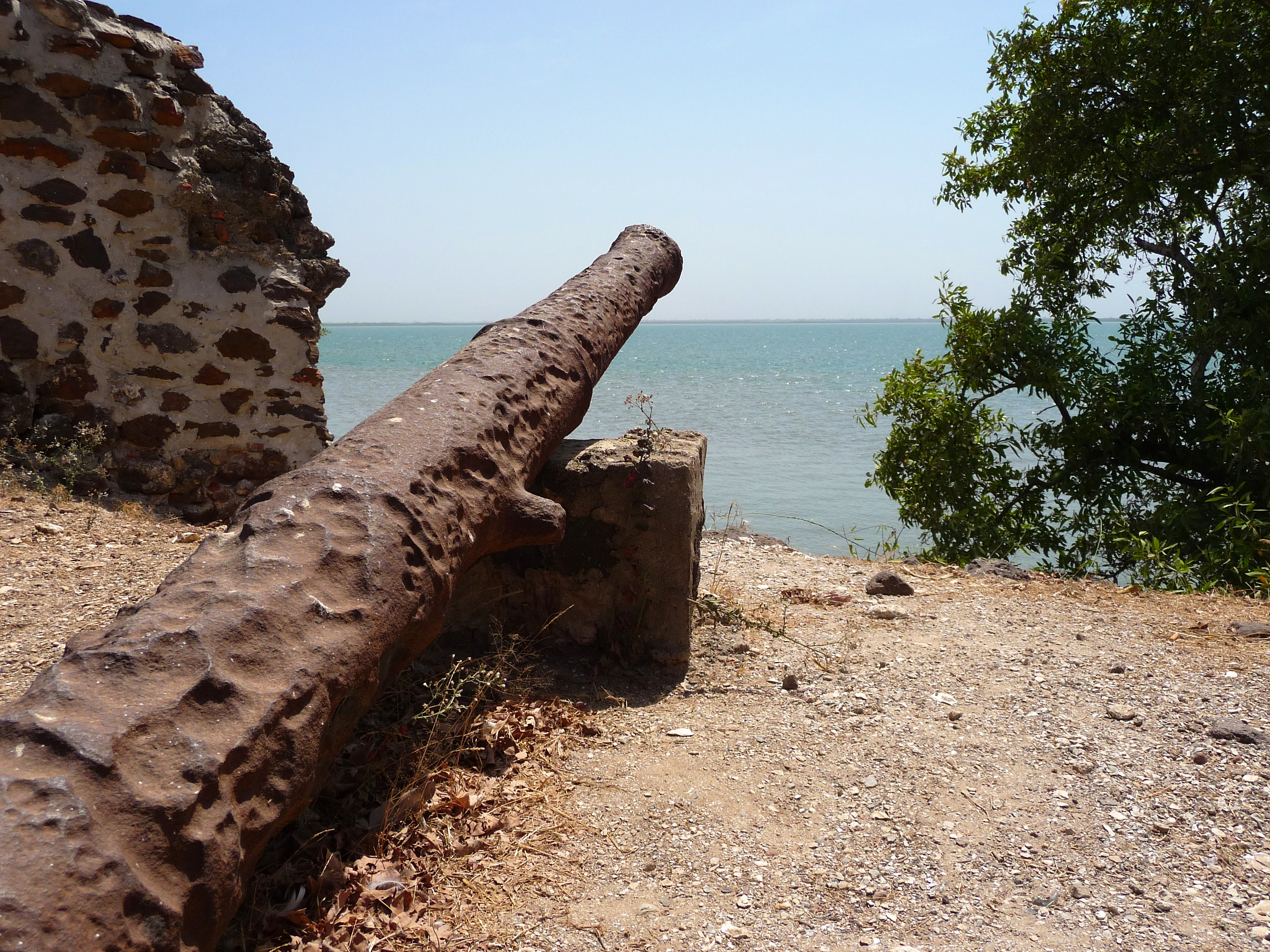
ジェームズ要塞の砲台

島に残るジェームズ要塞は、1654年にクールラント人が建造したものである。当初の名前はクールラント公ヤーコプ・ケトラーにちなんでヤーコプ要塞とされていたが、イギリス人が奪取した後に現在の名前になった。現存している要塞の遺構は、方形で四隅に見張り塔が設置されており、塔と塔の間には防壁が張り巡らされている。防壁と塔の高さは5 m で、後述するバレン要塞よりも高い。
島にはその要塞のほか、奴隷貿易が行われていた頃に、船出前の奴隷たちを収容していた施設などの遺構も残っている。先述した『ルーツ』のクンタ・キンテも、船出前にこの島に移送された。ガンビア政府はその名をとって、2011年2月6日にジェームズ島をクンタ・キンテ島と改名した。
島には厨房、鍛冶場、貯蔵庫跡なども当時のまま残っているが、他方で、航海灯、奴隷小屋のレプリカ、トイレ施設、旗竿などは、20世紀以降に整備される中で追加されたものである。
ガンビア政府はこの島を奴隷貿易の開始とその拡大の様子を伝える資産の一つと位置付けて、世界遺産の構成資産に含めた。また、アフリカの地を二度と踏むことができなかった人々にとって、船出の前に見た最後の光景がこの島の景色だったはずという点からも、大西洋奴隷貿易を伝える文化遺産の中で特殊な位置を占めているとした。

### 六連砲台
六連砲台 (Six-Gun Battery, ID761-002) は、ガンビアの首都バンジュール市内にある砲台の遺構で、世界遺産登録面積は0.17 ha である。
バンジュールは1816年にセント・マリー島に建設された都市である。建設当時の名はバサースト (Buthurst) といい、バンジュールへの改名は1973年のことである。バサーストはのちに首都となったが、都市名の由来にもなったイギリスの国務大臣ヘンリー・バサーストは、恒常的な都市の建設には否定的だった。
セント・マリー島はイギリスの提督アレクサンダー・グラントがジェームズ要塞に代わる拠点を築くために、地元のコンボ王国の王から鉄棒103本で譲り受けたもので、セント・マリー島は国務大臣の反対にもかかわらず、多くの人々が移り住んで都市を形成していった。
その中心をなすものとして1821年に完成したのが、24 ポンド砲 (24 pounder gun) を6門備えた六連砲台である。この砲台は現在も議事堂 (State House) の敷地内に残っているが、許可なく近づくことは認められていない。この世界遺産を構成する資産の中で自由なアクセスが制限されているのは、ここだけである。
1807年にイギリスでは奴隷貿易が禁止されたが、フランスやスペインは、競争相手であったイギリスが撤退したことをむしろ好機と捉え、ガンビア川流域での奴隷貿易を継続した。また、イギリス商人の中にも国籍を偽装して継続する者たちがいた。この砲台はそうした目的で河口から外洋へ出航しようとする船を砲撃するためにつくられたもので、奴隷貿易に関して肯定的に機能したクンタ・キンテ島の要塞などとは対照的である。
しかし、実際には砲弾が対岸に届かないという欠点があり、必ずしも有効に機能していなかった。この欠点を補うべく対岸に建設されたのが、次に述べるバレン要塞である。

### バレン要塞
バレン要塞 (Fort Bullen, ID761-003) は、構成資産で唯一アッパー・ニウミ地区に位置する要塞で、登録面積は6.3 ha である。
バンジュールの対岸に位置し、六連砲台の欠点を補うために建設されることになったものである。イギリスの軍人チャールズ・バレン (Commodore Charles Bullen) らは、バラの王ブルンガイ・ソンコ (Burungai Sonko) と交渉し、1826年にガンビア川北岸沿い1マイルを譲り受けることに成功した。バレンはすぐさま砲台を移設し、1827年に要塞を竣工した。方形で見張り塔が四隅に聳える形式はクンタ・キンテ島の要塞とほぼ同じだが、周囲の防壁の高さは 3.5 m で、こちらの方が低い。
このバレン要塞と六連砲台は、ガンビア川の交易をイギリスが掌握することに貢献したが、1870年に放棄された。ただし、バレン要塞だけは第二次世界大戦中にイギリス軍に再び使われる場面もあった。フランス領セネガルを統治していた現地の官僚たちがヴィシー政権を支持したため、イギリス領のガンビアは侵略の危険にさらされていたのである。
そのときの使用で、本来存在していなかったコンクリート製の構築物が追加された場所もあったが、2000年7月の修復工事の際に撤去された。そのときの修復工事では、北側にあった建物の一部屋に保護用の屋根が付けられて展示室に変えられたり、見張り塔の間をつないでいた歩道の下部にあったアーチの一部が復元されるなど、復元と保護の観点から、様々な工事が行われた。
要塞で使われた4基の大砲は敷地内の地面に置かれている。そのうち入り口付近にある2基などは建設当初の大砲だが、1基だけは第二次世界大戦で新設されたものであった。
要塞には3つのレストハウスがある。最初のものは20世紀初頭に植民地官吏の滞在用に使われていた泥塗りの壁の建物である。2つ目は1950年代に作られたプレハブ工法の木造建築で、3つ目は1996年に建てられた。
1995年に世界遺産の暫定リストに登録された時には、「バレン要塞」の名で、クンタ・キンテ島とは別の資産として単独掲載されていた。世界遺産の構成資産としては、六連砲台とともに、奴隷制が否定されるようになった植民地時代についての例証として評価されたことで推薦された。
2011年4月には修復工事のために23,000USDあまりが世界遺産基金から拠出された。

### サン・ドミンゴの遺跡群
サン・ドミンゴの遺跡群 (Ruins of San Domingo, ID761-004) は、15世紀にポルトガル人が交易のために建てた建造物群の跡であり、登録面積は0.723 ha である。アルブレダから約1 km 東方に位置し、ヨーロッパ人が築いたガンビア川流域の建造物としては最古の部類に属する。
もともとは拠点として住居、教会、井戸、墓地などを備えた小集落を形成していたようだが、現在残っているのは住居跡と推測される壁と床の遺跡のみである。床には抜け道が確認され、当時のポルトガル人たちの用心深さをうかがわせる。また、考古学的な調査によっても、当時の集落の姿がいくらか復元されている。サン・ドミンゴの小集落は、かつてはクンタ・キンテ島の真水の供給源などとして重要な位置を占めていた。
この構成資産は、ヨーロッパ人が最初に拠点を置いて交易を始めた頃の様子を伝える例証として評価され、推薦された。

### ポルトガル人の礼拝堂の遺構群
ポルトガル人の礼拝堂の遺構群 (Remains of Portuguese Chapel, ID761-005) はアルブレダにある遺跡で、登録面積は 0.006 ha である。アルブレダは、ロウアー・ニウミ地区に属するマンディンゴ人が暮らす村落で、この村自体が緩衝地域に指定されている。アルブレダにはポルトガル、フランスなど領有国が転々とした結果残された遺構が複数現存し、17世紀後半にフランス人が建てた奴隷貿易の拠点の廃墟なども残るが、世界遺産に登録されているのはポルトガル人の礼拝堂とCFAOの社屋のみである。
前述のように、ポルトガル人がガンビア川流域に初めて到達したのは15世紀半ばのことであった。アルブレダの礼拝堂はそれから半世紀と経たない15世紀後半のうちに、ポルトガル人によって建造されたと考えられている。現在は砂岩やラテライトを使った壁面の半分以上が、当時の姿のまま建っているに過ぎないが、そこから30 m 程離れたところに孤立している壁も、関連する教会施設の遺跡と考えられている。
この遺構は、サン・ドミンゴと同じく、ごく初期の交流の様子を伝えるものとして推薦資産に加えられた。

### CFAOの社屋

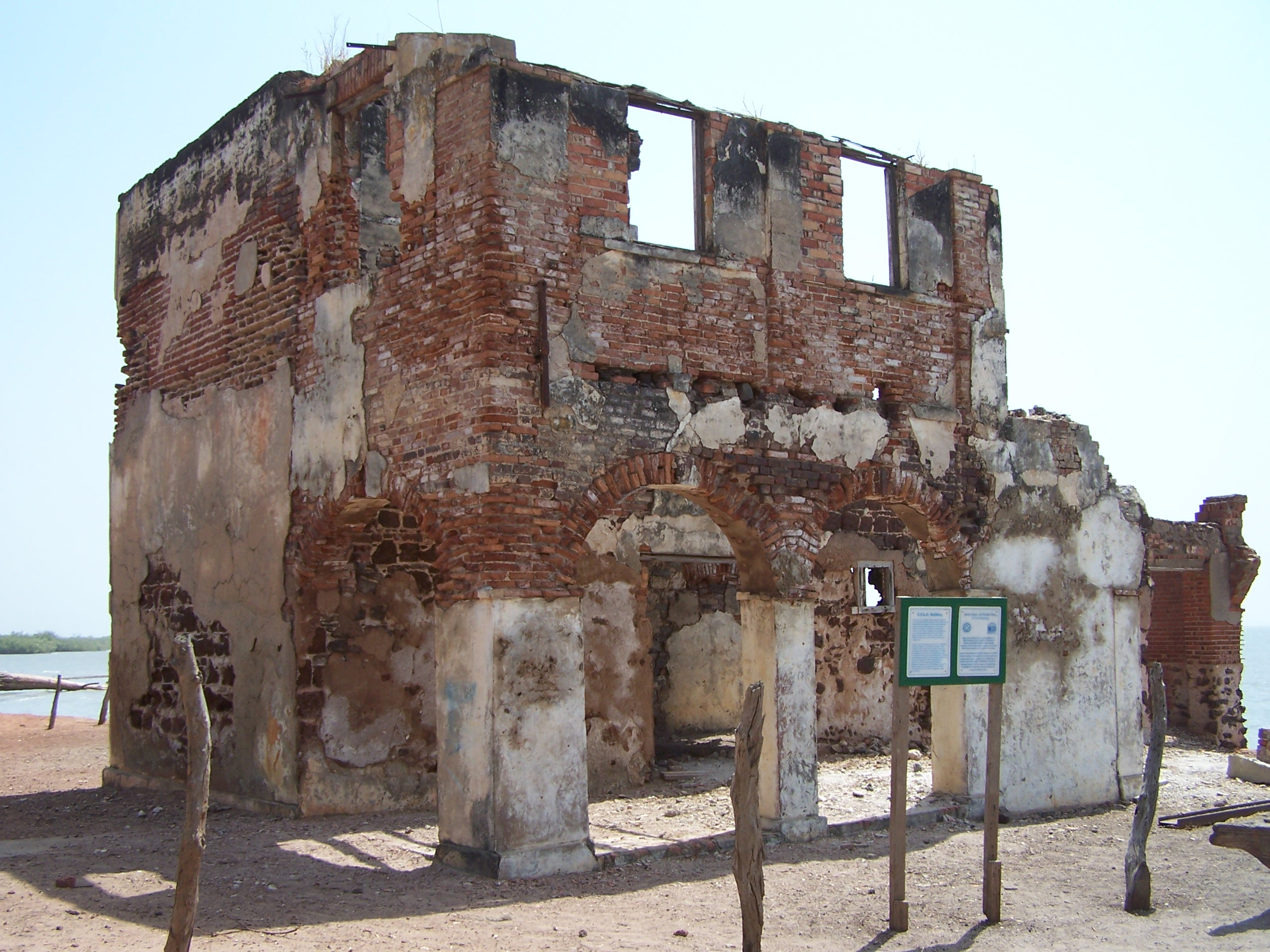
廃墟となったCFAOの社屋

CFAOの社屋 (CFAO Building, ID761-006) はフランス西アフリカ会社の店舗兼住居の廃墟で、登録面積は0.03 haである。 
アルブレダの川辺にあるレンガと石を使った2階建ての建物で、かつては1階部分が店舗、2階部分が社員の住居となっていた。かなり長い間様々な材質で補修された形跡などはあるが、最初に誰が建てたのかは分からなくなっている。
アルブレダは、クンタ・キンテ島の対岸にフランス人が築いた交易拠点が元になっており、1814年から1857年にはガンビア川流域の唯一のフランス領として、重要な貿易拠点となっていた。その時代に含まれる1847年の地図には、現在CFAOの社屋があるのと同じ場所に石造建築物が描かれているので、そのときにはすでにこの建物が存在していたと推測されている。しかし、CFAOがこの建物を購入したのは、アルブレダがイギリス領となったあとの1902年のことである。このことは、アルブレダがイギリス領となった後にも、フランス人が貿易目的で舞い戻ったことの証拠となっている。
このCFAOの社屋は、ガンビア政府の推薦書の中で登録基準との対照が明示されていない。ただし、アルブレダ村自体は、クンタ・キンテ島の要塞やジュフレなどとともに、ヨーロッパ人たちとの交易の歴史や、その進展の中で奴隷貿易が行われてきたことと結び付けられている。

### モーレル兄弟の商館

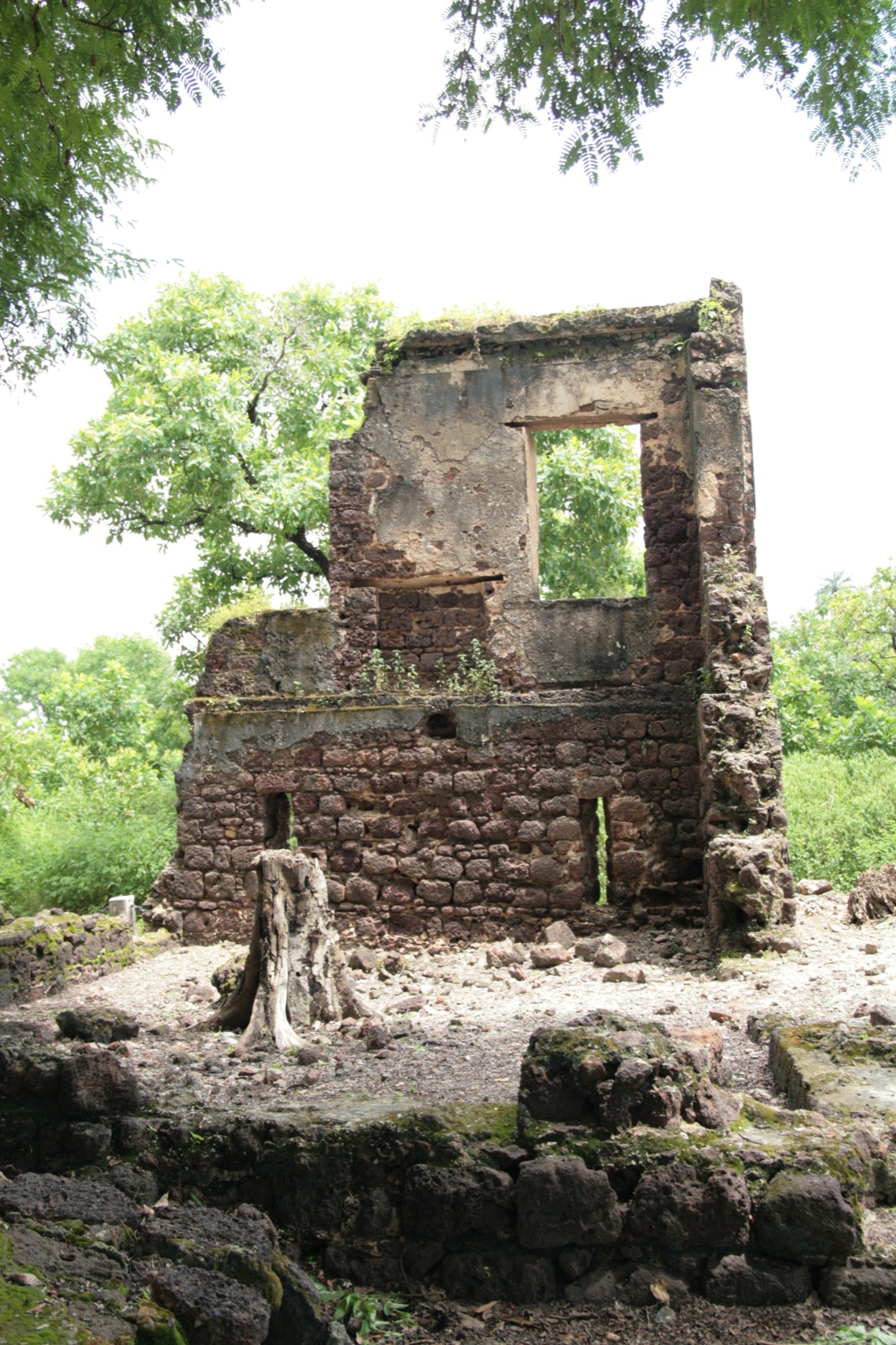
ジュフレにある遺構のひとつ

モーレル兄弟の商館 (Maurel Frères Building, ID761-007) は、ジュフレにある建物で、世界遺産登録面積は0.0191 ha である。
ジュフレも隣接するアルブレダと同じくマンディンゴ人が暮らす村だが、かつては奴隷狩りが行われた土地でもある。『ルーツ』で知られるクンタ・キンテもこの村の出身とされ、キンテ家の末裔は21世紀初頭の時点でもジュフレで暮らしている。また、クンタ・キンテの生家も復元されており、『ルーツ』の大ヒット後に観光客が多く訪れるようになった。ガンビア政府はアルブレダとともに、ジュフレも村そのものを緩衝地域と位置付けていた。
このジュフレで唯一世界遺産に登録されているのが、モーレル兄弟の商館 (Warehouse) である。もともとは1840年頃にイギリス人が建てたものだが、のちにレバノン系商人モーレル兄弟が買い取り、商館として使った。なお、20世紀初頭の西アフリカには、レバノンやシリアから自国の不安定な情勢を嫌った移民たちが多く流入していた。イギリス領だったガンビアも例外ではなく、レバノン系の商人が多く根付き、中には独立当初、手広い事業展開によって国内最大級の富豪として知られていたマディ兄弟のように、大成功を収める者たちもいた。
モーレル兄弟の商館は、1996年に修復された後、小さな博物館になっている。この博物館はセネガンビア地方における大西洋奴隷貿易に関する展示を行なっており、関連する記録文書や写真、絵画、道具などが陳列されている。
ガンビア政府の推薦書の中では、登録基準との対照が明示されていない。ただし、ジュフレ自体がアルブレダなどとともに、奴隷貿易開始前の交易の様子や、奴隷貿易がひどくなっていく過程と結び付けられている。そのジュフレの昔の商館で残っているのは、このモーレル兄弟の建物だけだという。

## 登録経緯
奴隷貿易の歴史と関わる場所はアフリカに多くあり、この物件以前にはゴレ島（セネガル）とヴォルタ州、グレーター・アクラ州、セントラル州、ウェスタン州の城塞群（ガーナ）が登録されていた。また、ウィダー（ベナン）やルアンダ郊外の遺跡（アンゴラ）など、当該国が登録に意欲を見せている場所は特に西アフリカにいくつも存在するが、それらの場所は物証に乏しい場合が多く、なかなか登録に結びつかないという事情がある。
ガンビア当局は1995年に、「ジェームス島とアルブレダ / ジュフレ / サン・ドミンゴ歴史地域」 (James Island and the Albreda / Juffure / San Domingo Historic Zone) という名称で推薦したが、世界遺産委員会の諮問機関であるICOMOSは翌年、西アフリカにおける植民地化以前の交易の様子を伝える文化遺産に関する比較研究の不足などを理由に、「登録延期」を勧告した。この結果、1996年の第20回世界遺産委員会（ユカタン州メリダ）での登録は果たされなかった。
ガンビア政府は世界遺産基金から管理計画策定や推薦書準備のために総額7万USDの援助も受けつつ、すでに世界遺産に登録されていたゴレ島やヴォルタ州、グレーター・アクラ州、セントラル州、ウェスタン州の城塞群などと比較研究を行い、資産名を「ジェームズ島と関連遺跡群」と改めた推薦書を2001年に再提出した。
これに対してICOMOSは、奴隷貿易に関してその拠点となった遺跡だけでなく、それが違法となった際の取り締まり拠点も含まれるのは、奴隷貿易の諸段階を伝える遺跡として独特なものと評価し、後述するように適用する登録基準について意見をつけたものの「登録」を勧告した。
当時ユネスコの事務局長だった松浦晃一郎は、2003年3月にガンビアを訪問して大統領のヤヒヤ・ジャメと会談した際に、ガンビアの「発祥の地」ともいえるジェームズ島を世界遺産リストに登録するために努力していることを説明され、その協力を求められたという。松浦はICOMOSの勧告が「登録」だったことを認識していたため、協力を約束し、その年の第27回世界遺産委員会（パリ）では、ICOMOSの勧告通りに登録が実現した。これはガンビアでは初の世界遺産であり、同じ年に初登録を果たしたスーダン、モンゴル、カザフスタンとともに、世界遺産条約を批准していながら登録資産を持っていなかった状態から脱することができた。

## 登録基準
ガンビア政府は基準 (4) と (6) に当てはまるとして推薦していた。基準 (4) は以下の通りである。
ガンビアが理由として挙げていたのは、推薦資産がヨーロッパとアフリカの交流の変遷を物語る建造物群であるという点だった。つまり、ヨーロッパ人の到来前の時代を伝えるジュフレ、白人が交易の拠点を築いた時代を伝えるアルブレダ、奴隷貿易が始まった時代を伝えるクンタ・キンテ島（およびジュフレ、アルブレダなどの一部の建造物）、奴隷制に対する規制と植民地支配を伝える六連砲台とバレン要塞といった具合である。
しかし、ICOMOSはそうした理由はむしろ基準 (3) に適合するものであるとして、基準 (3) と (6) での登録を勧告した。世界遺産委員会でもそれが踏襲されたため、
この基準の適用理由について、改名後の2012年の世界遺産委員会では遡及的な採択が行われ、「ガンビア川のクンタ・キンテ島と関連遺跡群は、15世紀から20世紀までのアフリカ人とヨーロッパ人の邂逅についての様々な面に対して、傑出した例証を提示している。ガンビア川は奴隷貿易とも関わるアフリカ内陸への最初の交易路を形成していた」と説明された。
この基準の遡及的な採択では、「クンタ・キンテ島と関連遺跡群、村落、ヨーロッパ人集落の遺跡群、要塞群そして砲台は、奴隷貿易の開始と帰結とに直接的かつ明白に関わっており、アフリカン・ディアスポラについての記憶をとどめている」と説明された。
奴隷貿易と結びつく遺産という点から、冒頭で述べたように、日本語文献ではしばしば負の世界遺産のひとつとして位置づけられている。

## 登録名
登録された当初の名称は James Island and Related Sites （英語） / Île James et sites associés （フランス語）であった。その日本語名は以下のように若干の揺れがあった。
- ジェームズ島と関連遺跡群 - 日本ユネスコ協会連盟、世界遺産アカデミー[58]
- ジェームズ島と関連遺跡 - 古田陽久[44]
- ジェームズ島と関連遺産 - 小学館のいくつかの文献[59]

2011年2月にジェームズ島がクンタ・キンテ島と改名したことを踏まえ、同年の第35回世界遺産委員会（パリ）で Kunta Kinteh Island and Related Sites （英語） / Île Kunta Kinteh et sites associés （フランス語）と改名されることが承認された。
その日本語名は「クンタ・キンテ島と関連遺跡群」でほぼ統一されているが、「クンタ・キンテ島と関連遺産」としている文献もある。

## 観光
中心的な遺跡であるクンタ・キンテ島には、首都バンジュールからアルブレダまで、まずバスで約1時間半かけて行き、そこからさらにボートで約1時間かかる。
ガンビア政府によると、クンタ・キンテ島には1998年に団体客・個人客合わせて18620人、1999年には13911人が訪れたという。また、バレン要塞には1999年に2500人、2000年には3019人の来訪があったという。この数字について、ガンビア政府は遺跡の保存の上で脅威になる数ではないとし、ICOMOSもその点について特に注意はしなかった。
むしろICOMOSが脅威として強調したのは、川の氾濫や熱帯特有の豪雨による侵食作用、植物の成長による遺跡の損壊などであった。実際、2016年8月23日にジュフレ、アルブレダ両村を襲った大暴風雨は、両村に残る構成資産にも甚大な被害をもたらした。